# Den mystiske Nat
Den mystiske Nat er en amerikansk stumfilm fra 1922 af D. W. Griffith.

## Medvirkende
- Carol Dempster som Agnes Harrington
- Henry Hull som John Fairfax
- Morgan Wallace som J. Wilson Rockmaine
- Margaret Dale som Mrs. Harrington
- Charles Emmett Mack
- Charles Croker-King
- Porter Strong som Romeo Washington